# Carsten Kremer
Carsten Kremer ist ein deutscher Rechtswissenschaftler.

## Leben
Von 1992 bis 1998 studierte er Rechtswissenschaft und neuere und neueste Geschichte an der Albert-Ludwigs-Universität Freiburg und der Ludwig-Maximilians-Universität München (1997 erstes juristisches Staatsexamen in München, 1998 Magister Artium in Freiburg im Breisgau, 2000 zweites juristisches Staatsexamen in München). Von 2000 bis 2001 absolvierte er ein Postgraduiertenstudium an der University of Oxford (Magister Juris in European and Comparative Law). Nach der Promotion 2006 an der Goethe-Universität und der Habilitation 2016 in Frankfurt am Main (Venia Legendi Öffentliches Recht, Europarecht sowie Neuere Rechts- und Verfassungsgeschichte) wurde er 2021 Professor für Öffentliches Recht sowie Neuere Rechts- und Verfassungsgeschichte in Rostock.

## Schriften (Auswahl)
- Die Willensmacht des Staates. Die gemeindeutsche Staatsrechtslehre des Carl Friedrich von Gerber. Frankfurt am Main 2008, ISBN 978-3-465-04065-1.
- Hg.: Die Verwaltungsrechtswissenschaft in der frühen Bundesrepublik (1949–1977). Tübingen 2017, ISBN 3-16-155530-9.

## Auszeichnung
Werner-Pünder-Preis 2007 für die Dissertation